# Microcercus singularis
Microcercus singularis är en kräftdjursart som beskrevs av Arcangeli 1950. Microcercus singularis ingår i släktet Microcercus och familjen Eubelidae. Inga underarter finns listade i Catalogue of Life.